# Sigma Phi
La Sigma Phi Society, a été créée le 4 mars 1827 sur le Campus de l'Union College, en étant une composante de l'Union Triad de Schenectady, New York. C'est l'organisation fraternelle et sociale Grecque la plus vieille (en second) des États-Unis.[1] La Sigma Phi Society était la première Organisation grecque à établir un second chapitre dans une autre Université; ce qui se produisit avec la création de la Beta of New York à Hamilton College en 1831, en faisant ainsi la première Organisation nationale grecque.[2] Son chapitre de l'Union College a été en constante activité depuis sa fondation, faisant de lui le chapitre fraternel le plus ancien des États-Unis. Peu de choses sont connues au sujet de ses membres et du processus initiatique de la Sigma Phi, car elle commença, et demeura une société secrète.

## Membres célèbres
- Sen. Elihu Root - secrétaire à la Guerre et secrétaire d'État des États-Unis dans l'administration de Theodore Roosevelt. E. Root fut prix Nobel de la paix en 1912, et U.S. Sénateur[1].
- Thomas Fielder Bowie - Un des membres fondateurs de Sigma Phi et membre du trente quatrième et du trente cinquième Congrès des États-Unis.